# Triantha
Triantha ist eine Pflanzengattung mit vier Arten innerhalb der Familie der Simsenliliengewächse (Tofieldiaceae) innerhalb der Ordnung der Froschlöffelartigen (Alismatales). Eine Triantha-Art wurde 2021 als fleischfressende Pflanze erkannt, und auch der Rest der Gattung steht im Verdacht, der Karnivorie nachzugehen.

## Beschreibung

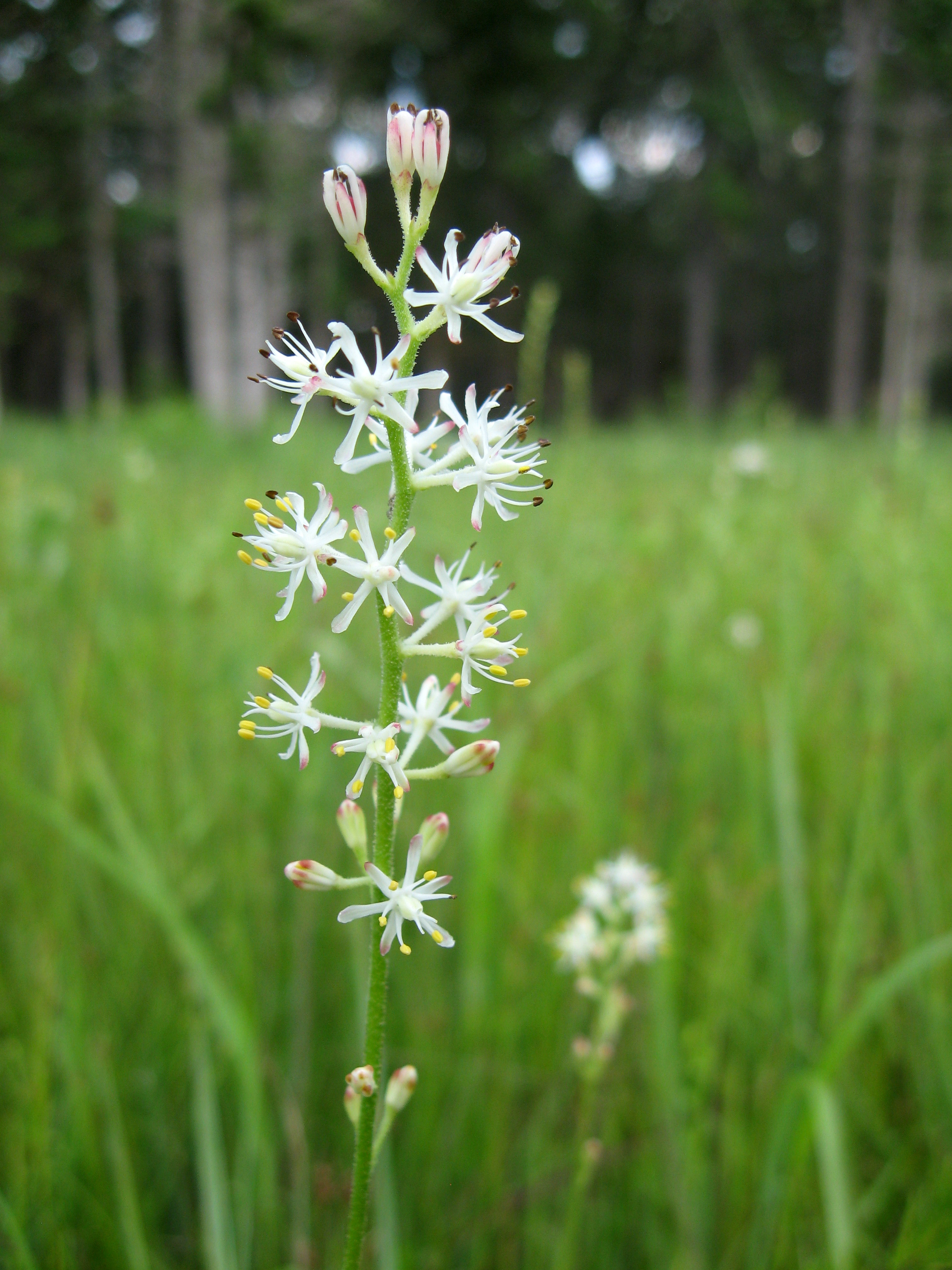
Triantha racemosa am Naturstandort

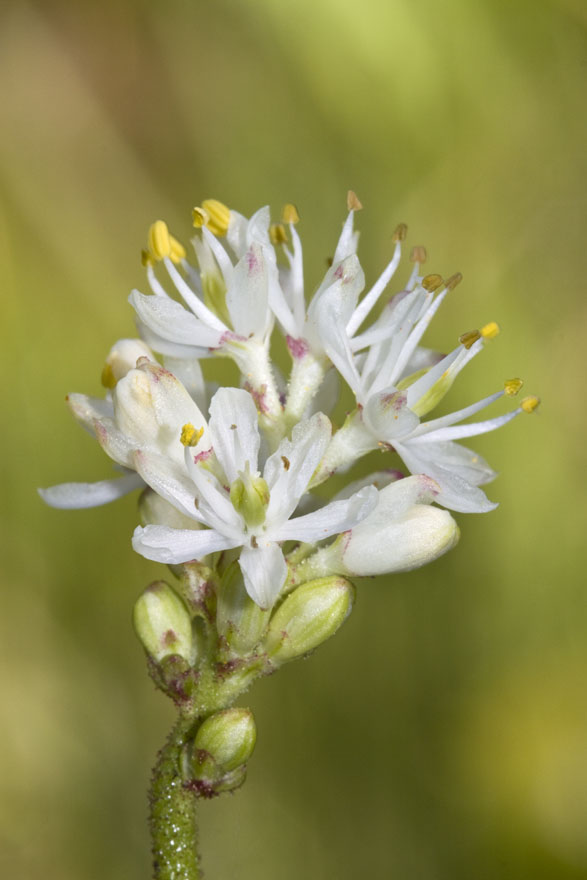
Blütenstand von Triantha occidentalis

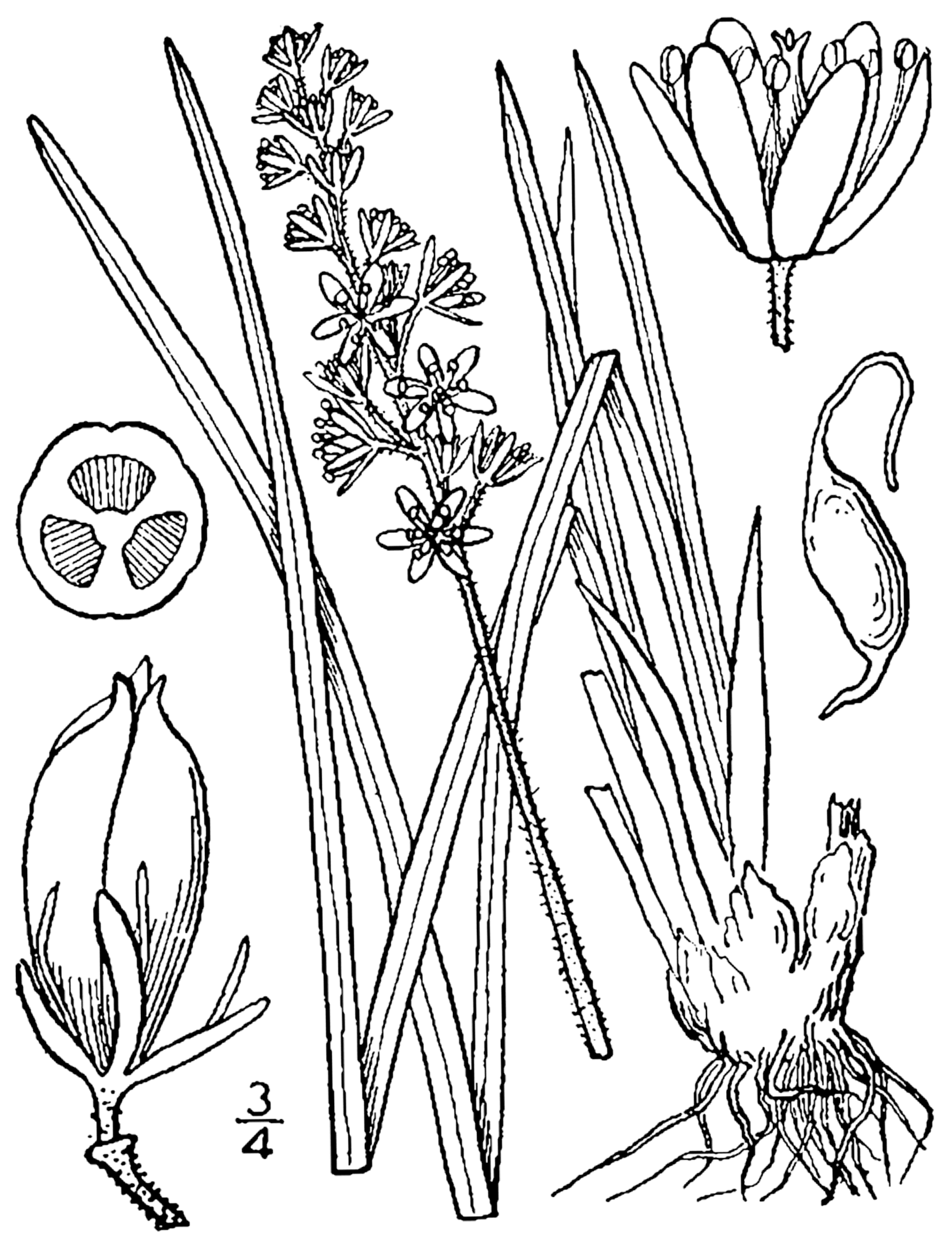
Illustration von Triantha glutinosa

### Vegetative Beschreibung
Triantha-Arten sind ausdauernde krautige Pflanzen. Sie bilden Rhizome und lange, leicht drahtige Wurzeln.
Die meisten Laubblätter sind in einer grundständigen Blattrosette angeordnet, nur bis zu drei reitende Laubblätter befinden sich im unteren Bereich des Stängels. Die einfachen Blattspreiten sind linealisch. Es liegt Parallelnervatur vor.

### Generative Beschreibung
Der Blütenstandsschaft ist blattlos und 10 bis 80 Zentimeter lang, unterschiedlich drüsig behaart oder nur direkt unterhalb des Blütenstandes mit Drüsen versehen. Die Drüsen sind gleichmäßig vier– bis sechs-mal länger als breit. Der endstängige, traubige Blütenstand ist offen oder dicht und ährenartig, seine Achse verlängert sich bis zur Fruchtreife. Es sind Trag- und Deckblätter vorhanden. Die Deckblätter sind zu einem Nebenkelch verwachsen. Die zwei bis sieben Blüten stehen meist in Büscheln zusammen.
Die zwittrigen Blüten sind radiärsymmetrisch und dreizählig. Es sind zwei etwas ungleiche Kreise mit je drei freien, haltbaren Blütenhüllblättern vorhanden. Die sechs weißen oder gelblichen Blütenhüllblätter sind 3 bis 7 Millimeter lang, die des inneren Kreises etwas länger und schmaler. Es sind zwei Kreise mit je drei Staubblättern vorhanden. Die Staubfäden sind stark abgeflacht. Die basifixen Staubbeutel besitzen keine Anhängsel. Beim oberständigen, kahlen Fruchtknoten sind an seiner Basis die drei Fruchtblätter nicht vollständig verwachsen. Es sind drei freie Griffel vorhanden. Nektarien sind vorhanden.
Die kahle Kapselfrucht ist eiförmig bis breit-ellipsoid oder zylindrisch. Die pergamentartigen Kapselfrüchte öffnen sich erst scheidewandspaltig = septizid, dann fachspaltig = lokulizid. Die Samen weisen ein oder zwei Anhängsel auf.
Die Chromosomengrundzahl beträgt x = 15.

## Vorkommen
Triantha ist in weiten Gebieten Kanadas, in Alaska und im gesamten Norden der USA verbreitet, auch in South Carolina und Florida bis New Mexico kommt sie vor. Einzig Triantha japonica ist in Japan endemisch.
Die Triantha-Arten wachsen vornehmlich in Sumpfgebieten, Quellmooren, an Bachufern, Mergelküsten und auf sauerkalkreichen Feuchtwiesen in halbschattigen bis vollsonnigen Standorten. Häufige karnivore Begleiter sind der Rundblättrige Sonnentau  (Drosera rotundifolia) und das Gemeine Fettkraut  (Pinguicula vulgaris). Einige Triantha sind in der Nähe von Siedlungsgebieten recht häufig.

## Systematik
Der Name Triantha wurde 1818 durch Thomas Nuttall als Sektion Tofieldia sect. Triantha Nutt. in The Genera of North American Plants, Volume 1, S. 235 mit der Typusart Narthecium glutinosum Michx. erstveröffentlicht. John Gilbert Baker gab ihr 1879 in Journal of the Linnean Society, Botany, Volume 17, Issue 2, S. 490 den Rang einer Gattung. Der Gattungsname Triantha setzt sich aus den altgriechischen Wörtern trí (τρί) für „drei“ und ánthos (άνθος) für „Blume“ zusammen; er beschreibt die Dreiergruppen, in denen die Blüten oft angeordnet sind. Typusart ist Triantha glutinosa (Michx.) Baker. Ein Synonym für Triantha (Nutt.) Baker ist Trianthella House.
Die Gattung Triantha gehört zur Familie der Simsenliliengewächse (Tofieldiaceae) innerhalb der Ordnung der Froschlöffelartigen (Alismatales). Bis 1995 wurde die Gattung noch der Familie Liliengewächse (Liliaceae) zugeordnet, bis die Familie der Tofieldiaceae aufgestellt wurde.
Folgende Arten werden anerkannt:
1. Triantha glutinosa (Michx.) Baker (Syn.: Narthecium glutinosum Michx.): Sie ist vom Subarktischen Nordamerika bis den nördlichen sowie zentralen-östlichen USA verbreitet.[2][6]
2. Triantha japonica (Miq.) Baker: Sie kommt auf den japanischen Inseln Hokkaido sowie Honshu vor.[2]
3. Triantha occidentalis (S.Wats.) R.R.Gates: Die drei Unterarten kommen im westlichen Nordamerika vor.[2]
4. Triantha racemosa (Walter) Small: Sie kommt in den US-Bundesstaaten von New Jersey bis Texas vor.[2]

## Karnivorie
Im August 2021 hatten die Forscher Qianshi Lin und Sean W. Graham von der Universität Wisconsin–Madison und der Universität von British-Columbia in den Blättern von Triantha occidentalis einen auffällig hohen Wert des Stickstoff-Isotops 15N nachgewiesen. Zwei nicht-karnivore Pflanzenarten vom selben Standort (Erigeron peregrinus und Nephrophyllidium crista-galli) zeigten keine erhöhten 15N-Werte. Da Triantha occidentalis (wie alle anderen Schwesterarten auch) auf extrem stickoffarmen Böden wächst, mussten diese Werte durch Zufuhr von außerhalb, anstatt über die Wurzeln, zustande gekommen sein. Außerdem war aufgefallen, dass sämtliche Triantha-Arten klebrige Drüsen an den Blütenstängeln aufweisen, die mit winzigen Insekten übersät sind. Dies führte zu dem Verdacht, dass Triantha „fleischfressend“ sein könnte. Den eindeutigen Nachweis der Karnivorie lieferten die Forscher, nachdem sie Triantha occidentalis mit 15N-angereicherten Essigfliegen (Drosophila) fütterten. Daraufhin stiegen die 15N-Werte in den Blättern und Blütenstängeln enorm an und sanken innerhalb zwei Wochen wieder. Gleichzeitig wurde eine Freisetzung von Phosphatasen im Drüsenleim beobachtet, was auf Verdauungsaktivitäten hinweist. Damit ist zumindest für Triantha occidentalis der sichere Nachweis der Karnivorie wissenschaftlich erbracht. Aber auch die Schwesterarten Triantha glutinosa und Triantha racemosa stehen im Verdacht, der Karnivorie nachzugehen, weil auch ihre Blütenstängel mit Leimdrüsen bespickt sind und kleine Insekten fangen. Die Leimdrüsen sind in ihrem Aufbau allesamt identisch und auch der 15N-Haushalt weist ähnliche Auffälligkeiten auf. Genauere Laboruntersuchungen stehen aber noch aus.